# Ambassade d'Allemagne au Japon
L'ambassade d'Allemagne au Japon est la représentation diplomatique de l'Allemagne au Japon. Elle est située au 4-5-10 Minami-Azabu, à Tokyo, la capitale du pays. Son ambassadrice depuis 2024 est Petra Sigmund.

## Architecture

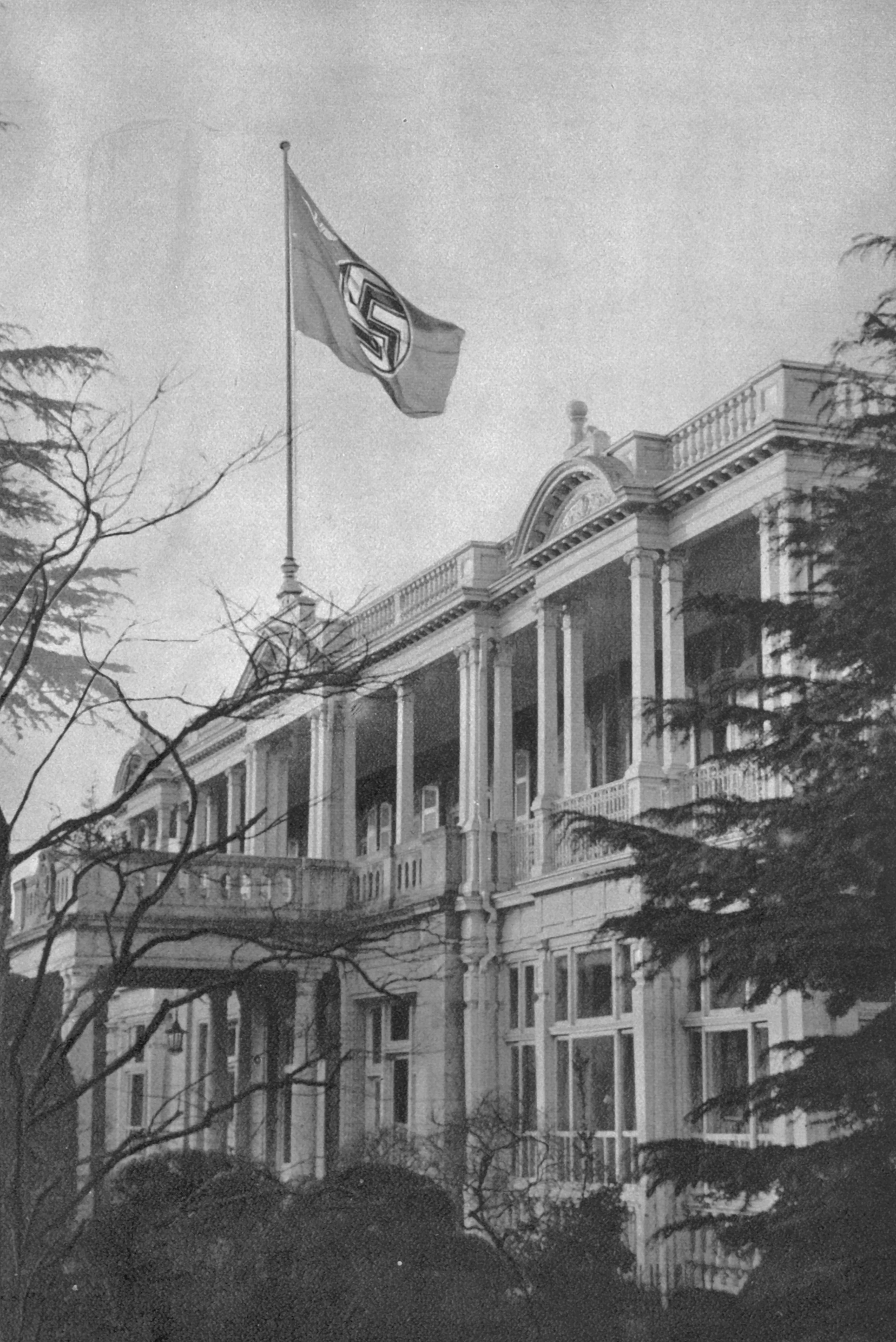
L'ambassade dans les années 1930.

## Ambassadeurs d'Allemagne au Japon
- 1871-1873 : Theodor von Holleben
- 1873-1875 : Max von Brandt
- 1875 : Eduard Zappe
- 1875 : Theodor von Holleben
- 1875-1878 : Karl von Eisendecher
- 1878-1880 : Felix von Gutschmid
- 1880-1883 : Karl von Eisendecher
- 1883-1886 : Otto Graf von Dönhoff
- 1886-1892 : Theodor von Holleben
- 1892-1897 : Felix Freiherr von Gutschmid
- 1897-1898 : Karl Georg von Treuter
- 1898-1900 : Kasimir Graf von Leyden
- 1900-1901 : Georg von Wedel
- 1901-1906 : Emmerich von Arco-Valley
- 1906-1911 : Alfons Mumm von Schwarzenstein
- 1911-1914 : Arthur Alexander Kaspar von Rex
- 1920-1928 : Wilhelm Solf
- 1928-1933 : Ernst Arthur Voretzsch
- 1933-1938 : Herbert von Dirksen
- 1938-1942 : Eugen Ott
- 1952-1955 : Heinrich Northe
- 1955-1958 : Hans Kroll
- 1958-1961 : Wilhelm Haas
- 1961-1962 : Fritz van Briessen
- 1962-1965 : Herbert Dittmann
- 1965-1966 : Walter Boss
- 1966-1971 : Franz Krapf
- 1971 : Heinrich Röhreke
- 1971-1976 : Wilhelm Grewe
- 1976-1977 : Hartmut Schulze-Boysen
- 1977-1981 : Günter Diehl
- 1981-1984 : Klaus Blech
- 1984-1986 : Walter Boss
- 1986-1989 : Hans-Joachim Hallier
- 1990-1994 : Wilhelm Haas
- 1994-1997 : Heinrich Dietrich Dieckmann
- 1997-1999 : Frank Elbe
- 1999-2001 : Uwe Kaestner
- 2001-2006 : Henrik Schmiegelow
- 2006-2009 : Hans-Joachim Daerr
- 2009-2013 : Volker Stanzel
- 2014-2019 : Hans Carl Freiherr von Werthern
- 2019-2021 : Ina Ruth Luise Lepel
- 2021-2024 : Clemens von Goetze
- Depuis 2024 : Petra Sigmund (ambassadrice designée en août 2024)[1]